# Třída Visby (1942)
Třída Visby byla třída torpédoborců švédského námořnictva. Třída se skládala ze čtyř jednotek. Do služby byly zařazeny za druhé světové války. V 50. a 60. letech byla plavidla modernizována. Od roku 1965 byla vedena jako fregaty. První pár byl vyřazen roku 1978 a druhý roku 1982.

## Stavba

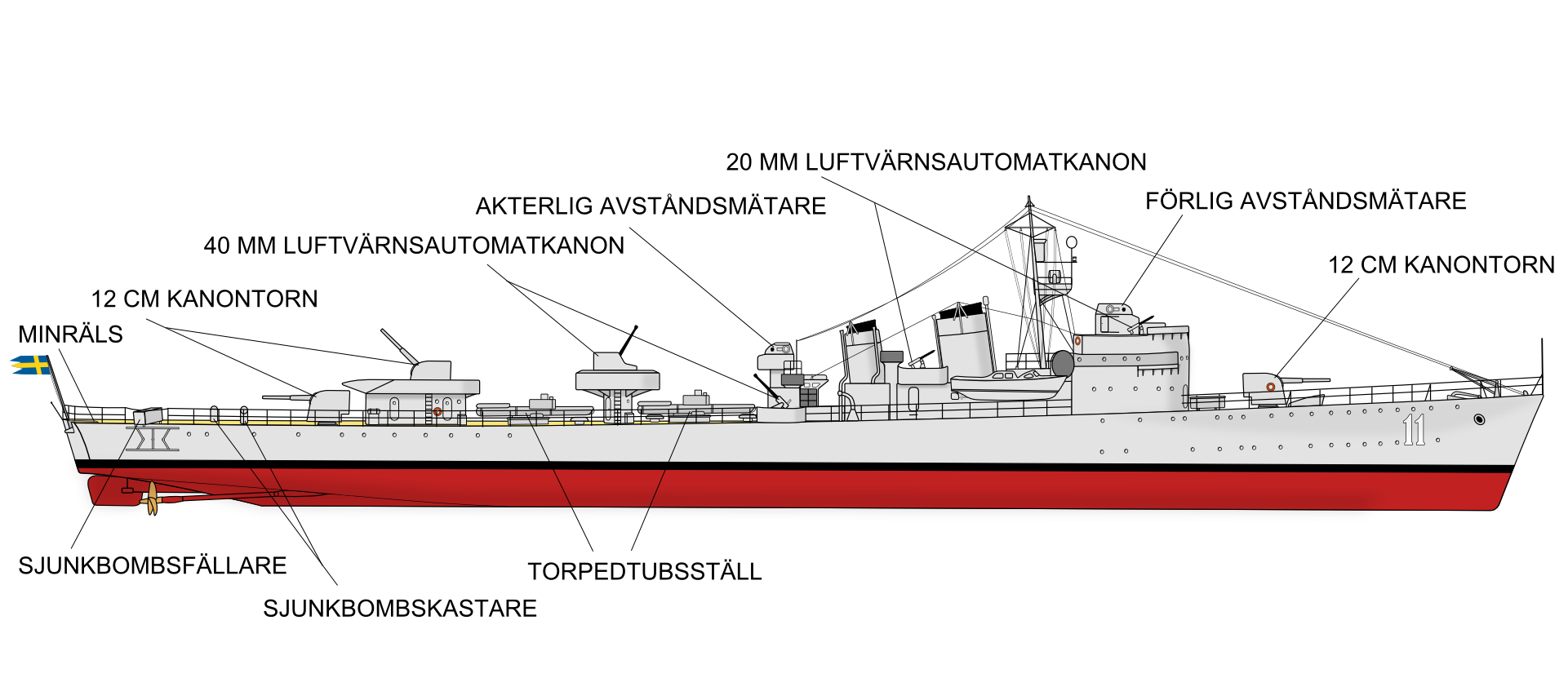
Nákres torpédoborců třídy Visby

Celkem byly postaveny čtyři jednotky této třídy, pojmenované Visby (J11), Sundsvall (J12), Hälsingborg (J13) a Kalmar (J14). Do služby byly zařazeny v letech 1942-1944.

## Konstrukce

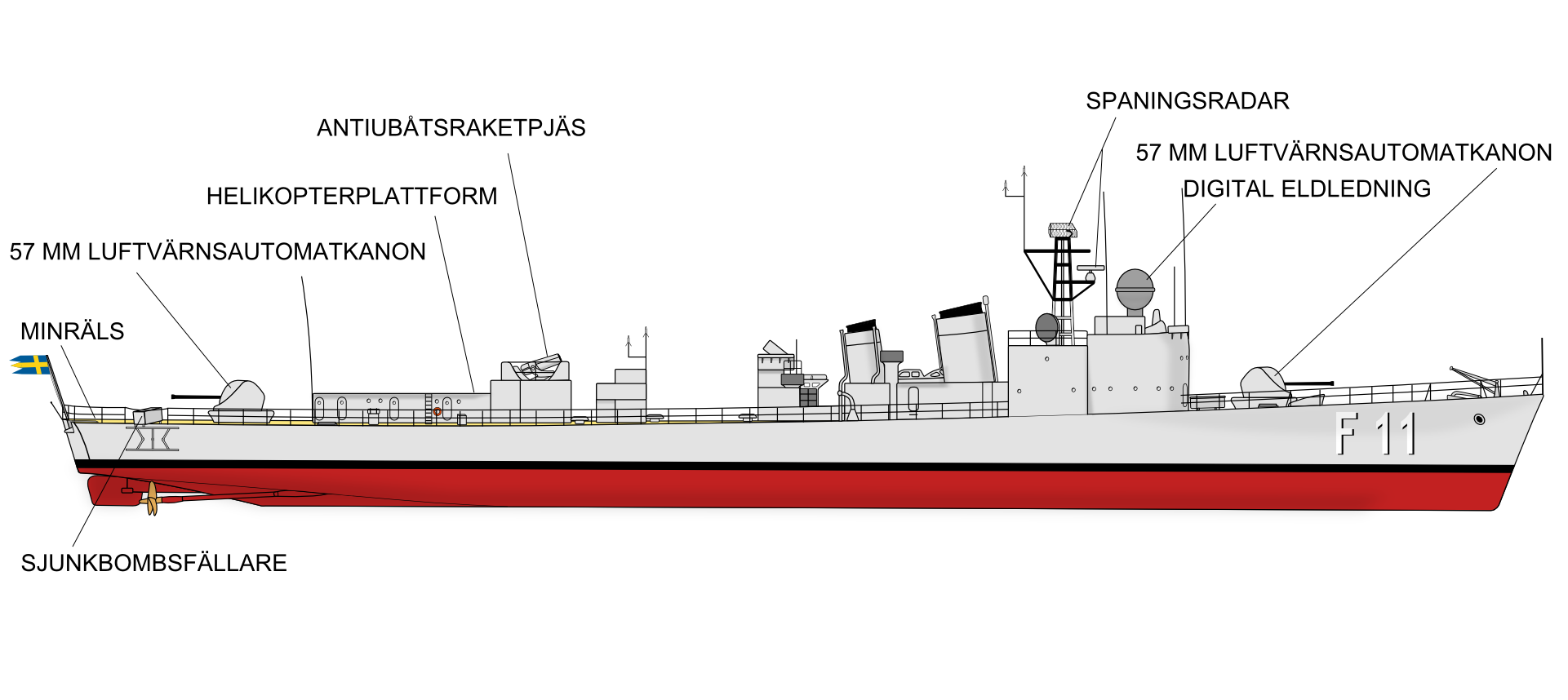
Nákres fregat třídy Visby

### Po dokončení
Hlavňovou výzbroj po dokončení tvořily tři 120mm kanóny v jednodělových věžích, čtyři 40mm protiletadlové kanóny a tři 20mm kanóny. Další ofenzivní zbraní byly dva trojhlavňové 533mm torpédomety. K napadání ponorek sloužily čtyři vrhače hlubinných pum. Nést mohly rovněž 20 námořních min. Pohonný systém tvořily tři kotle a dvě turbíny De Laval. Nejvyšší rychlost dosahovala 35 uzlů.

### Modernizace

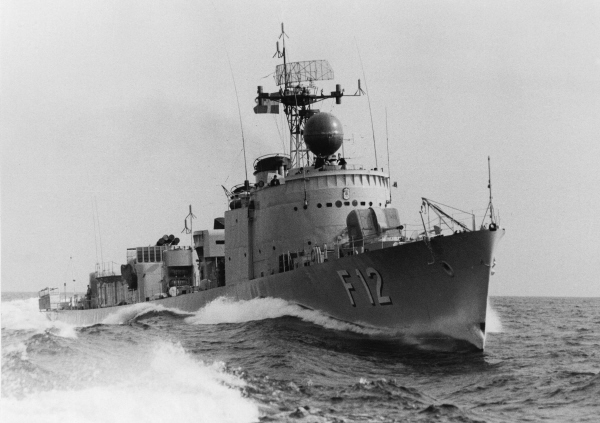
Sundsvall po modernizaci

V pozdějším období byly všechny jednotky modernizovány. Menší modernizace proběhla v letech 1957–1959 u jednotek Hälsingborg a Kalmar. Počet jejich lehkých zbraní byl omezen na tři 40mm kanóny Bofors v jednohlavňovém provedení. Původní dva trojité torpédomety nahradil jeden pětihlavňový. Obě jednotky byly vyřazeny 1. července 1978.
Torpédoborce Visby a Sundsvall byly v letech 1964–1966 přestavěny na protiponorkové fregaty. Jejich trup byl zkrácen a mírně rozšířen. Novou hlavňovou výzbroj tvořily dva dvouúčelové 57mm kanóny Bofors v jednodělových věžích na přídi a na zádi. K ničení ponorek sloužil čtyřhlavňový 375mm protiponorkový raketomet Bofors umístěný ve středu plavidla. Na střeše zadní části nástavby přitom byla vytvořena přistávací plocha pro nejúčinnější protiponorkovou zbraň – protiponorkový vrtulník. Obě jednotky byly vyřazeny 1. července 1982.